# Westinghouse Electric

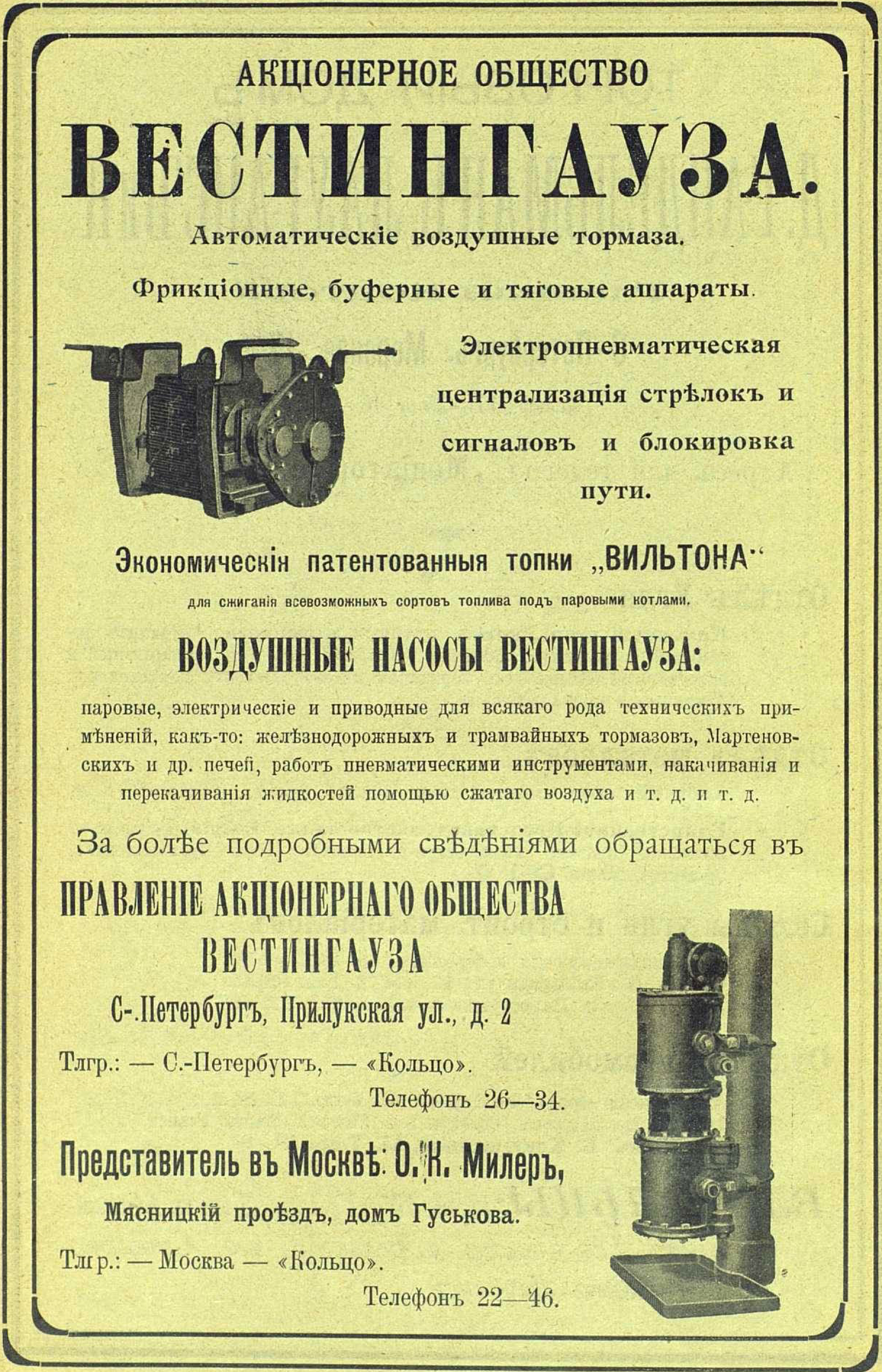
Реклама АТ Вестінгауза, 1911

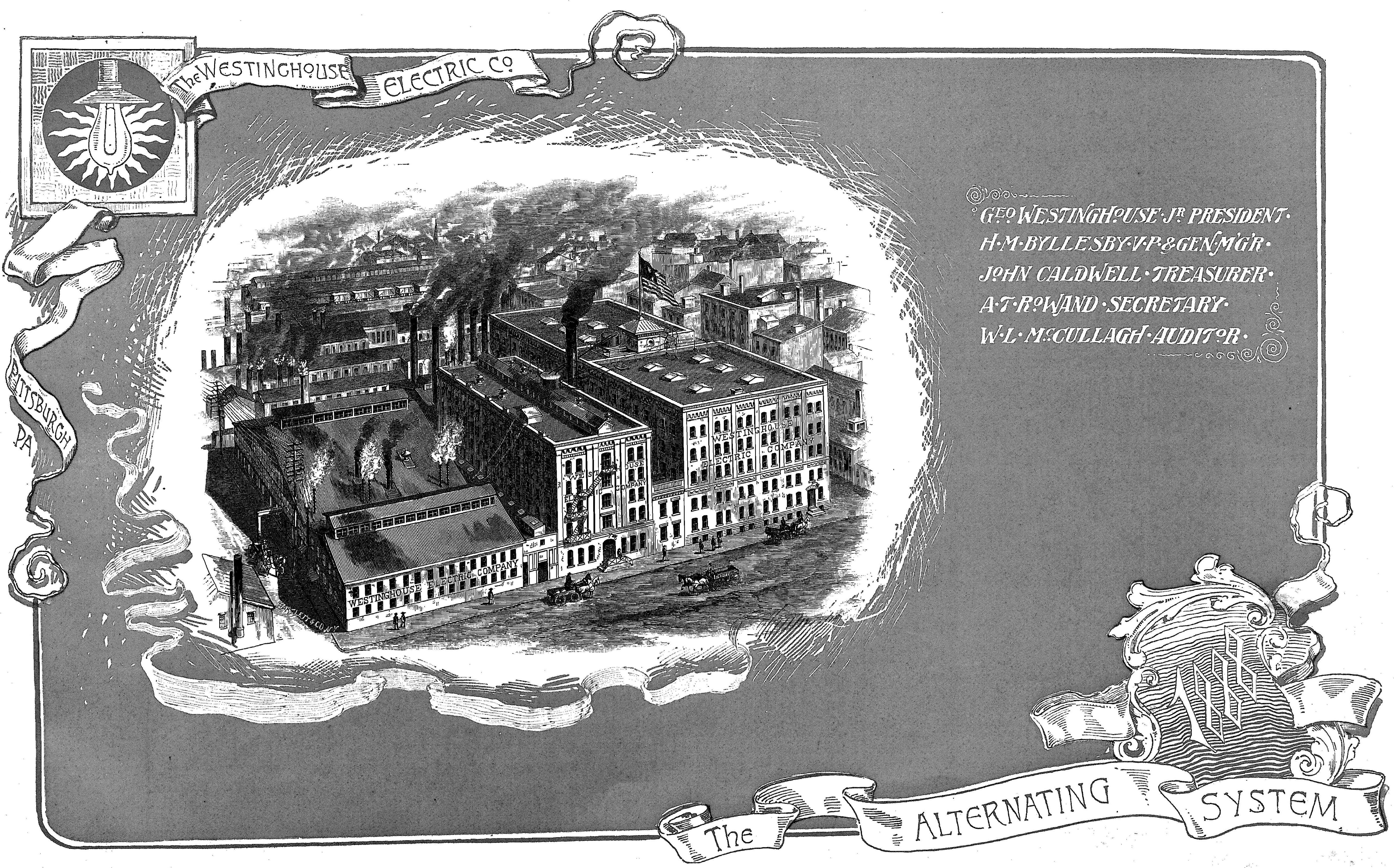
Реклама, 1888

Вестінгауз Електрик (англ. Westinghouse Electric Company) — японо-американська електротехнічна і ядерноенергетична компанія. Її заснував винахідник, промисловець і підприємець Джордж Вестінгауз в 1886 році
У 2007 куплена японською компанією Toshiba. В лютому 2017 року стало відомо про фінансові проблеми компанії Westinghouse. Зараз з’явилася інформація про те, що Toshiba розглядає пропозиції від фінансових установ та інвестиційних компаній про спеціальну позику (так звана позику боржника), яка могла би допомогти уникнути потенційного банкрутства її американського атомного бізнесу. 
У 2017 році Toshiba зазнала збитків у зв'язку з діяльністю Westinghouse Electric в розмірі $ 7 млрд.

## Історія створення
Джордж Вестінгауз, прийшовши з полів битв Громадянської війни, почав працювати в майстернях великої залізничної компанії, де одночасно зайнявся винахідництвом. Тут він винайшов пристосування для підйому вагонів, що зійшли з рейок.

### Повітряне гальмо
1866 року Джордж Вестінгауз організовує в Піттсбурзі свою справу — відкриває власні вагоноремонтні майстерні. У 1869 році він розробив автоматичне повітряне гальмо для вагонів і впровадив його у виробництво. Вдала конструкція гальма в поєднанні з хорошими підприємницькими якостями Вестингауза призвели до розгортання широкого виробництва й створення в 1870 році «Акціонерного товариства повітряних гальм Вестінгауз». Незабаром повітряні гальма системи Вестінгауз отримали широке визнання в США і Європі.

### Початок випуску електротехнічної продукції

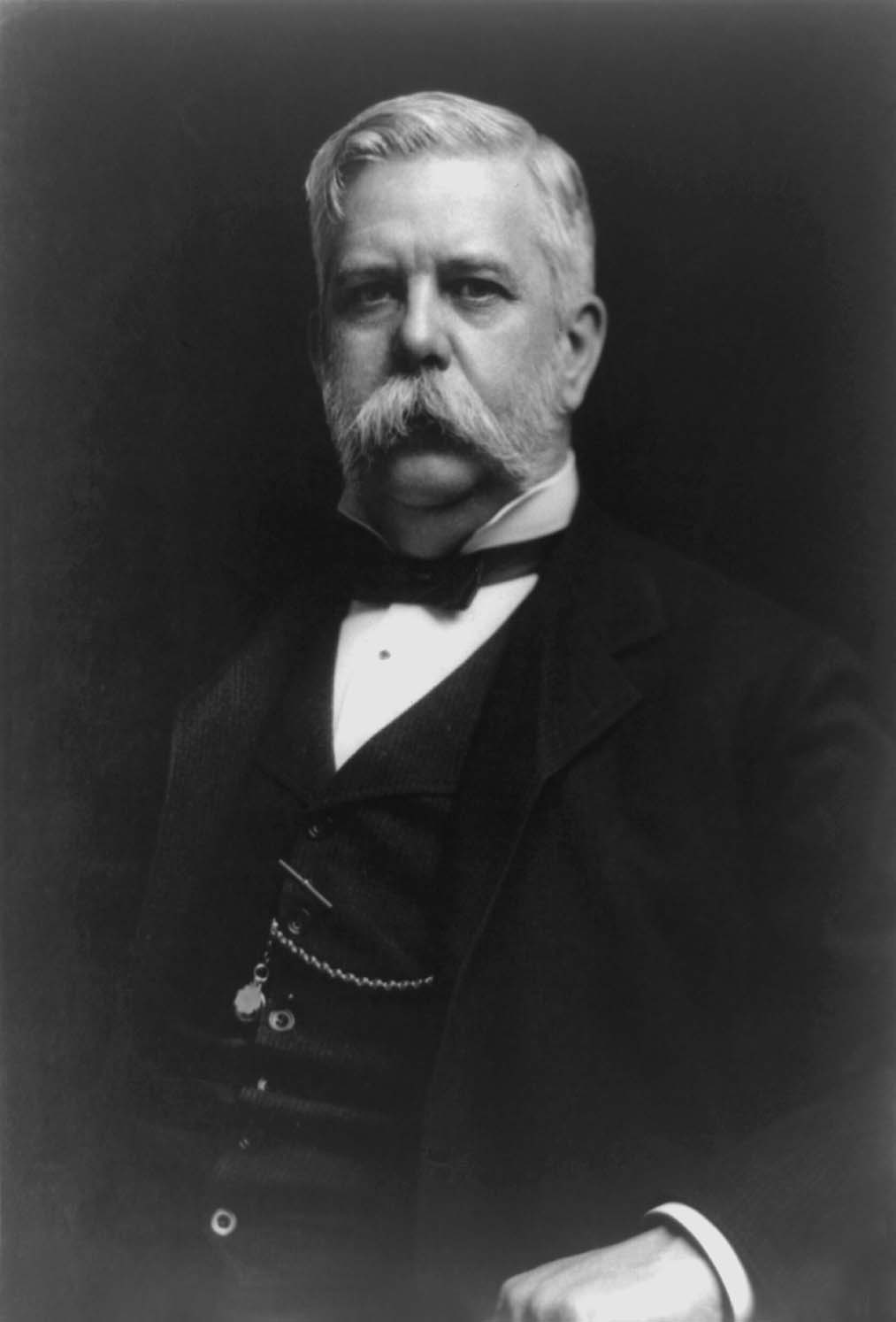
Джордж Вестінгауз

Вестінгауз проявив себе не лише як видатний винахідник і підприємець, але і як новатор. Він рано угледів великі перспективи впровадження електрики і вклав кошти від доходів з продажу повітряних гальм у виробництво електротехнічної продукції. 1886 року фірма Вестингауза почала випускати електричні лампи і різне обладнання постійного струму, перетворившись незабаром у велику електротехнічну компанію з багатьма заводами і головним підприємством у Піттсбурзі. Бачачи, на відміну від Едісона, перевагу систем змінного струму, Вестінгауз на своїх підприємствах впроваджує випуск устаткування і монтаж ЛЕП змінного струму — першим у США.

### Виробництво обладнання для двофазного струму
Додатково викупивши у винахідника Ніколи Тесли близько 40 патентів на електрообладнання змінного струму і виплативши величезну як на той час суму, він показав себе дуже далекоглядним підприємцем, взявши на озброєння найпередовіші ідеї в електротехніці. Один із винаходів Ніколи Тесли, патент на який купив Вестінгауз — це двофазний електродвигун змінного струму. У 1888 році, для доведення винаходу і якнайшвидшого впровадження його у виробництво, в Піттсбург як консультанта на солідний оклад запросили самого Н. Теслу. Працюючи в компанії «Вестінгауз електрик», Тесла запропонував стандарт промислової частоти — 60 Гц, який і донині прийнятий у США. Але тут він пропрацював лише рік і, не знайшовши спільної мови з місцевими фахівцями, виїхав до Нью-Йорка.
Розробки, засновані на патентах, куплених у Тесли, вилилися до 1890 у виробництво широкої номенклатури двофазного електрообладнання змінного струму: генераторів, трансформаторів, електродвигунів. Устаткування компанії «Вестінгауз електрик компані» почало тіснити продукцію «Едісон електрик компані». Це було пов'язано з величезною перевагою устаткування змінного струму, яке переважно виробляв Вестінгауз, перед обладнанням постійного струму, яке виробляв Едісон, з фанатичною завзятістю не визнаючи змінного струму і борючись з ним щосили.
Незабаром почалася економічна криза і для виживання в конкурентній боротьбі «Едісон електрик компані» об'єднується з «Томсон-Хаусон і Ко» в компанію «Дженерал Електрик». Для того, щоб протистояти своєму конкурентові, Вестінгауз теж об'єднується з кількома дрібними фірмами. У 1889 році назву фірми змінено з «Вестінгауз електрик» на «Вестінгауз електрик енд мануфанчурінг компані».

### Суперечка з Ніколою Теслою
Акціонери зажадали розірвати контракт з Теслою за використання його патентів, оскільки додатково той повинен отримувати за договором, крім одноразової суми в 1 млн доларів, виплату з кожної одиниці виробленого обладнання. У результаті виходила величезна сума. Але в підсумку Тесла сам відмовляється від договору.

### Суперечка з АЕГ
Російський винахідник М. О. Доливо-Добровольський, головний інженер німецької фірми АЕГ, запропонував систему трифазного струму і побудував трифазний двигун, трансформатор, генератор і повітряну ЛЕП до Міжнародної електротехнічної виставки у Франкфурті-на-Майні. «Вестінгауз електрик» подала до суду на АЕГ, заявляючи, що трифазне обладнання — окремий різновид багатофазної системи Тесли і зажадала з АЕГ або купівлю патентів, або виплату великих сум за ліцензією. В результаті багаторічної боротьби, попри досить переконливі докази щодо відсутності пріоритету Тесли та оригінальність розробки Доливо-Добровольського, АЕГ програла всі судові процеси.

### Участь у спорудженні Ніагарської ГЕС
У 1886 року стала до ладу Ніагарська ГЕС (Ніагарський водоспад), де було встановлено обладнання компанії «Вестінгауз електрик» (згодом замінено на трифазне).

### Виробництво гвинтівок
Уже з початком Першої світової війни російська армія почала відчувати велику нестачу озброєнь. Сформовані частини не могли бути повною мірою озброєні. Зокрема три російських збройових заводи — Сестрорецький, Тульський та Іжевський були не готові значно наростити виробництво гвинтівок системи Мосіна. Одним з виходів зі становища було замовити гвинтівки за кордоном за російськими кресленнями. Одним із підрядників виконання замовлення (разом з фірмою «Ремінгтон») у 1915 році була визначена фірма «Вестінгауз електрик», яка до цього не мала досвіду виробництва стрілецької зброї.
Згідно з підписаною угодою «Вестінгауз» повинна була поставити з січня 1916 по квітень 1917 1 млн 800 тис. гвинтівок. Але «Вестінгауз» не зуміла вкластися в обумовлені строки і в жовтні 1916 попросила відстрочки часу поставки на півроку. Російсько-англійська комісія була змушена погодитися, при цьому збільшивши замовлення. Якість гвинтівок, вироблених компанією «Вестінгауз», не задовольняла російських замовників. Ось що писав про це генерал А. К. Залюбовський, який за дорученням ГАУ (Головне артилерійське управління) Російської імперії інспектував заводи, щоб з'ясувати причини зривів поставок і низької якості продукції:
 У нас немає засобів змусити заводи, які випадково стали збройовими і переслідують виключно комерційні цілі, робити дійсно придатні рушниці. Докладне дослідження підприємств Ремінгтона і Вестінгауза… підтвердило мої підозри, що отримувати гвинтівки задовільної якості в Америці не можна. 
До січня 1917 Вестінгауз поставив тільки 12,5% від обсягу контракту.
На конференції союзників у Петрограді британські представники зажадали скоротити обсяг замовлення гвинтівок у США до 1,1 млн шт. Уряд США викупив у фірми продукцію, що залишилася.

## Ядерна енергетика і ядерна зброя
На початку ХХІ ст. «Вестінгауз» займається проєктуванням енергоблоків АЕС. Це провідна світова компанія з виробництва ядерних реакторів з водою під тиском і киплячих реакторів (проєкти реакторів: АР600 — сертифікований Комісією з ядерного регулювання в 1999 р, AP1000 — очікувалося закінчення сертифікації в 2004 р, концепція майбутнього десятиліття — ISIR). Також «Вестінгауз» — один з лідерів виробництва палива для АЕС (близько 20% всіх світових поставок реакторного палива) — т. зв. тепловиділяючих збірок (ТВЗ). Разом з тим як велика транснаціональна корпорація «Вестінгауз» контролює до 50% всіх комерційних енергоблоків світу. «Вестінгауз» тісно пов'язана з виробництвом ядерної зброї, поставляючи механічне обладнання для атомних заводів.
В даний час близько 75% світового ринку ядерного палива (річний оборот якого складає понад 35 мільярдів доларів США), поділено між трьома компаніями світового рівня: американо-японською «Вестінгауз» (31%), французькою Areva (27%) і російською ТК «ТВЕЛ» (17%) .

## Westinghouse в Україні
Компанія «Вестінгауз» працює на українському ринку з 1992 року і сьогодні є єдиним, альтернативним Росії, постачальником ядерного палива для українських атомних електростанцій. Робота «Вестінгауз» в Україні розпочалася з надання послуг з модернізації систем безпеки українського парку реакторів.

### Період 1995-2010 років
У 1994-1995 роках, розуміючи небезпеку перебування в абсолютній залежності від Росії, яка на той час була монопольним постачальником ядерного палива для українських АЕС, усвідомлюючи пов'язану з цим необхідність у диверсифікації джерел постачання ядерного палива і вважаючи її невід'ємною частиною енергетичної безпеки держави, тодішні Президент України Леонід Кучма та Прем'єр-міністр України Євген Марчук розпочали формування засад нової Енергетичної стратегії України.
У 1996 році Міністерство енергетики США та Міністерство енергетики України на основі Міжурядової угоди в галузі атомної енергетики затвердили проєкт кваліфікації ядерного палива для України. Організацією для виконання робіт за проєктом зі сторони США стала компанія «Вестінгауз».
З 1999 року Westinghouse та Науково-технічний комплекс «Ядерний паливний цикл» ННЦ ХФТІ мають спільний науково-технічний проєкт, що здійснює підготовку фахівців за стандартами ЄС та США, а також розробляє продукти спеціально для українського ринку. В рамках проєкту в ННЦ ХФТІ був створений Центр проєктування активних зон (ЦПАЗ), фахівці якого пройшли підготовку з методології та освоєння кодів проєктування і обґрунтування безпеки ядерного палива та активних зон, які застосовувались компанією «Вестінгауз». В процесі виконання робіт по проєкту ЦПАЗ здійснював науково-технічну підтримку «Вестінгауз» у розробці тепловидільних елементів (твелів) і тепловидільних збірок для реакторів типу ВВЕР-1000, встановлених на АЕС України. В процесі реалізації цього проєкту «Вестінгауз» створила інженерний центр, передала українській стороні деякі технології, а також проводила тренінги та тривалі стажування українських фахівців-атомників.
В серпні 2005 року на енергоблоці № 3 Південноукраїнської АЕС розпочато дослідну експлуатацію 6 тепловидільних збірок «Вестінгауз». Після отримання перших позитивних результатів випробувань у 2006, диверсифікація постачання палива на атомні електростанції була прописана в Енергетичній стратегії України на період до 2030 року, схваленої урядом Юрія Єханурова. В тексті Стратегії було наголошено на можливісті закупівлі паливних збірок Westinghouse для АЕС України після закінчення дослідної експлуатації перших ТВЗ. Але у тому ж році уряд США призупинив фінансування Міжнародної програми з ядерної безпеки, через що постачання 42 ТВЗ «Вестінгауз» для Південноукраїнської АЕС, яке було передбачене цією програмою, опинилося під загрозою зриву. Також проблеми безпекового характеру виникли з ТВЗ «Вестінгауз» на чеській АЕС Темелін. «Вестінгауз» запропонувала поставити в Україну вже допрацьовані з урахуванням чеських недоліків, модернізовані ТВЗ, але таке паливо було дорожчим, ніж планувалося.
На початку 2007 року було знайдено компромісне рішення: частину витрат по збільшенню вартості проєкту взяла на себе НАЕК Енергоатом. Перемовини тривали до 2008 року і супроводжувалися шаленим інформаційним і політичним спротивом з боку Росії: для зриву контракту нею було широко задіяно політиків і експертів, а російська пропаганда накачувала істерику і лякала Україну «новим Чорнобилем», якщо контракт з «Вестінгауз» буде підписано. В кампанії з дискредитації були задіяні також і проросійські політики в Україні. Контракт вдалося підписати лише у 2008 році на період 2011-2015 років.
В березні 2010 року, завдяки діям тодішнього керівництва Енергоатому розпочалася розширена дослідно-промислова експлуатація палива «Вестінгауз»: в активну зону енергоблоку № 3 Южно-Української АЕС завантажені 42 модернізовані збірки ТВЗ-W.
В 2011 році кількість збірок ТВЗ-W в активній зоні енергоблоку № 3 ЮУАЕС була доведена до 84, а в енергоблок № 2 була завантажена перша партія з 42 збірок ТВЗ-W. Були проведені роботи з обґрунтування розширення дослідно-промислової експлуатації ТВЗ-W на інші блоки – на енергоблок № 5 Запорізької АЕС.

### Період 2010-2014 років
Проте з початком каденції проросійського президента України у «Вестінгауз» в Україні розпочалися проблеми. У 2010 році конкурент «Вестінгауз» російська паливна компанія «ТВЕЛ» і український концерн «Ядерне паливо» підписали угоду про створення спільного підприємства для будівництва заводу з виробництва ядерного палива в Україні, який в подальшому так і не буде побудований через невиконання зобов'язань російською стороною, початок Росією війни проти України і розірвання відповідної угоди за ініціативи української сторони. 
У 2011 році «Вестінгауз» спробувала розпочати постачання своїх тепловидільних збірок ТВЗ-W на українські АЕС згідно з контрактом від 2008 року. Але тодішня проросійська влада України через галузевий Регулятор почала створювати штучні перепони, висуваючи нові вимоги і перешкоджаючи виконанню контракту. Деякі експерти характеризували ці дії державної влади як витіснення «Вестінгауз» з України в інтересах Росії, що було сприянням монополізації Росією ринку ядерного палива України та підривом політики диверсифікації, яка послідовно проводилася попередніми урядами України протягом 15 років. В тексті Постанови Колегії Держатомрегулювання № 7 від 19 липня 2011 року, що викладений державною українською мовою, в середині однієї з багатьох вимог до «Вестінгауз» зустрічається фраза російською: «обґрунтування величин поджатия при сумісному використанні палива». Також на адресу Енергоатому висловлено незадоволення тим, що дострокове розширення (у 2010-2011) дослідно-промислової експлуатації ТВЗ-W на енергоблоки №1 і 2 ЮУАЕС не узгоджувалось і не обговорювалось з Держатомрегулюванням.
У 2012 році рішенням уряду Азарова з формулюванням «невиконання умов контракту» звільнено з посади президента ДП «НАЕК «Енергоатом». Звільнений Азаровим Юрій Недашковський повернувся на посаду президента Енергоатому одразу ж після повалення проросійського режиму Януковича навесні 2014 року.
У тому ж 2012 році стало відомо про пошкодження конструкцій паливних збірок «Вестінгауз» на Південноукраїнській АЕС, що призвело до відмови від них. У кінці червня 2012 року компанія «Енергоатом» ухвалила рішення вивантажити паливо «Вестінгауз» з реакторів № 2 і № 3 Південно-Української АЕС через «пошкодження двох збірок ТВЗ-W» та звернулася до Росії з проханням терміново привезти на Південно-Українську АЕС російське паливо, виготовлене для Запорізької АЕС. Державна інспекція ядерного регулювання заборонила використання ТВЗ виробництва «Вестінгауз». Експертна комісія, що обстежувала пошкоджені збірки, назвала причиною їх пошкоджень недоліки в конструкції. Проте пошкодження конструкції були суттю подій, а не їх причиною: герметичність збірок порушено не було, постраждали лише зовнішні «буферні» частини конструкцій — дистанціонуючі решітки. Реальною ж причиною були низькоякісні (дефектні) паливні збірки ТВЕЛ російського виробництва, які використовувалися поруч зі збірками «Вестінгауз». Дефектні збірки поставлялися російською стороною масово та систематично протягом 10 років, від початку їх використання у 2003, що у підсумку призвело до підписання Міжнародної угоди про досягнення нульової відмови ядерного палива, чим компанія ТВЕЛ, яка була ініціатором цього документу, фактично визнала наявність серйозних проблем зі своїм паливом в Україні, Чехії та Болгарії.
Згодом і представники «Вестінгауз», пояснюючи пошкодження своїх адаптованих ТВЗ в реакторах ВВЕР, заявили, що «в пошкодженнях винні російські паливні збірки — в них були особливості механічного характеру, які викликали пошкодження збірок» "Вестінгауз". В подальшому корпорація винайшла спосіб сумісного використання, фізично відділивши свої збірки від збірок ТВЕЛ, і Україна продовжила закуповувати адаптовані ТВЗ виробництва «Вестінгауз» для своїх АЕС.
У 2013 році проросійський уряд Азарова переглянув Енергетичну стратегію України, прибравши з неї будь-які згадки і про компанію «Вестінгауз», і про диверсифікацію джерел постачання ядерного палива, як таку.

### Період з 2014 року
Після повалення проросійського режиму Януковича, у 2014 році контракт на постачання американського палива в обсязі для 3-х енергоблоків ВВЕР-1000 був подовжений урядом Яценюка до 2020 року, а у вересні Держатомрегулювання України дозволила поставку модернізованого ядерного палива ТВЗ-WR для 3-го енергоблоку Южно-Української АЕС. Наприкінці грудня 2014 року компанія «Westinghouse Electric Company» та ДП НАЕК «Енергоатом» підписали договір про розширення постачань ядерного палива на АЕС України до 2020 року. За деякими даними, мова йде про можливість експлуатації палива Westinghouse на всіх блоках ВВЕР-1000, окрім ЮУАЕС‑1, де використовується паливо іншої конструкції.
Рішення щодо повернення Westinghouse на український ринок ядерного палива викликало найагресивнішу реакцію російської сторони. У хід знову, як і в 2007-2008 роках, пішов «Чорнобиль». Так, перший заступник голови комітету Держдуми Росії з промисловості Володимир Гутєнєв у своєму посланні канцлерові Німеччини Ангелі Меркель, депутат Держдуми Костянтин Затулін і експертна рада при комітеті Держдуми намагалися довести, що застосування палива американського виробництва «неминучо збільшують ризик виходу з ладу українських ядерних реакторів і підвищують ймовірність техногенних катастроф, співставних з катастрофою на Чорнобильській АЕС». В інтерв'ю ж Прем'єр-міністра Росії Дмитра Медвєдєва «Независимой газете» від 15 грудня 2014 року спроба України диверсифікувати постачання ядерного палива розцінюється як «мрачный пример на тему опасного влияния политики на экономику».
Таким чином Росія, прагнучи зберегти своє монопольне становище у постачанні енергоресурсів, яке дозволяло їй вдаватися до енергетичного шантажу задля досягнення своїх геополітичних цілей, задіюючи пропагандистську машину і політиків в Росії та Україні, намагалася дискредитувати як атомну галузь України, політику України щодо диверсифікації поставок ядерного палива, так і компанію «Вестінгауз», яку Росія в цій операції з дискредитації використала в якості одного з об'єктів атаки.
У період з 2014-го по 2017 рік поставлено 13 партій по 42 ТВЗ-WR (тепловидільних збірок), а частка російської компанії ТВЕЛ в поставках палива для українських АЕС за три роки скоротилася майже удвічі, з 90-95% до 50%.
За підсумками першого півріччя 2017 року Енергоатом скоротив частку поставок ядерного палива з Росії до 49%, при цьому частка постачань від «Вестінгауз» зросла до 51%. На тлі скорочення Україною залежності від ядерного палива компанії ТВЕЛ в російських ЗМІ неодноразово публікувалися необґрунтовані заяви про небезпеку використання палива «Вестінгауз» на українських енергоблоках ВВЕР.
У 2017 році президент регіону ЕМЕА Люк Ван Галле, наголошуючи на важливості диверсифікації джерел постачання палива для європейських країн, зазначив:
| Компанія «Вестінгауз» бачить себе партнером України, а не просто інвестором та постачальником. Ми з нетерпінням очікуємо подальшого поглиблення співпраці між нами для зміцнення енергетичної безпеки і підвищення ефективності України |
У 2018 році було заплановане постачання шести партій ТВЗ-WR. Станом на 23.07.2018 виконано постачання трьох партій, а загалом в складі активних зон шести енергоблоків експлуатувалося вже 456 паливних збірок «Вестінгауз» ТВЗ-WR. У липні 2018 року енергоблок № 3 Південно-Української АЕС став першим енергоблоком в Україні, який працює виключно на паливі «Вестінгауз». У ході планово-попереджувального ремонту, який завершився 16 липня, в активну зону енергоблока завантажено 163 паливні збірки «Вестінгауз» модифікованої конструкції ТВЗ-WR. Зауважень у процесі завантаження не виявлено, 18 липня блок виведено на повну потужність.
Станом на 2018 рік «Вестінгауз» забезпечувала паливом вже 6 реакторів з 15 (№2 і 3 Південно-Української АЕС та №1, 3, 4 і 5 Запорізької АЕС) або близько 60% усіх потреб атомних електростанцій, забезпечуючи більше 30% потреб усієї електроенергетики України.
У січні 2018 року дію контракту продовжено. Новим доповненням до договору передбачено забезпечення ядерним паливом сьомого із 15-ти атомних реакторів України – енергоблока №3 (ВВЕР-1000) Рівненської АЕС у період 2021-2025 років. Паливо, яке буде постачатися згідно з новим договором, матиме у своєму складі компоненти від заводу «Вестінгауз» з виробництва палива у штаті Південна Кароліна, США та від українського виробника компонентів, а виробництво та збірка здійснюватимуться на підприємстві «Вестінгауз» з виробництва палива у м. Вестерос (Швеція), де існують виділені технологічні лінії суто для виробництва палива для реакторів ВВЕР-1000.
Президент Енергоатому наголосив на ключовій ролі «Вестінгауз» у диверсифікації джерел постачання ядерного палива та зміцненні незалежності України.
З 2021 року «Вестінгауз» розпочне постачати паливо на енергоблок №3 Рівненської АЕС. 
Окрім постачання ядерного палива на АЕС України, «Вестінгауз» залучений до реалізації таких проєктів: 
- 1) Локалізація виробництва компонентів для паливних збірок
- 2) Підвищення рівня безпеки АЕС
- 3) Збільшення потужності і ефективності АЕС
- 4) Енергетичний міст "Україна-ЄС".

Також «Вестінгауз» є акціонером ТОВ "Вестрон" (Харківська інженерна компанія), яка багато років займається системами АСУТП і працює як для вітчизняних, так і для зарубіжних АЕС в Іспанії, Англії, Японії та Південній Африці.
У серпні 2018 року «Вестінгауз» та «Вестрон» встановлювали на енергоблоці №4 ЗАЕС систему аварійного та післяаварійного моніторингу для контролю параметрів безпеки і стану систем реакторної установки. Система являє собою програмно-технічний комплекс, який забезпечує функції аварійного та поставарійного моніторингу при будь-яких початкових подіях, що враховуються проєктом, а також при запроєктних аваріях. До працездатності і надійності даного обладнання пред'являються жорсткі вимоги. Системи ПАМС вже введені в експлуатацію на енергоблоках №1 і №2 ЗАЕС. Проєкт здійснено в рамках реалізації заходів Комплексної (зведеної) програми підвищення безпеки. До 2020 року системи ПАМС будуть встановлені на всіх енергоблоках Запорізької АЕС.

### Якість та вартість ядерного палива «Вестінгауз»
Численні офіційні перевірки в Україні протягом багатьох років доводять, що безпечне та ефективне використання палива «Вестінгауз» на українських АЕС проходить точно у відповідності до його технічних характеристик; при цьому не виявлено жодних відхилень у роботі палива. Якість шведських паливних збірок «Вестінгауз» вища, ніж у російських збірок компанії ТВЕЛ, при нижчій вартості збірок «Вестінгауз».
Так у 2017 році Україна імпортувала 49% палива компанії ТВЕЛ і сплатила за нього 69% усієї суми річних витрат на ядерне паливо. В той час як доля палива «Вестінгауз» склала 51%, а витрати на нього в грошовому еквіваленті склали 31%.
У січні-липні 2018 року Україна придбала ядерне паливо ТВЕЛ вартістю 1,13 мільйонів доларів США за тонну, в той час як вартість палива «Вестінгауз» за тонну складала лише 710 тисяч доларів, тобто російське ядерне паливо дорожче ніж паливо «Вестінгауз» на 59%.

## Ринок електротехнічної продукції
Спільно з «Дженерал Електрик» «Вестінгауз» контролює ринок електротехнічної продукції в США, поступаючись першій за обсягом.